# Jedyneczka
Jedyneczka – program dla dzieci emitowany w TVP1 od września 2000 roku do 2007 roku. Gospodarzem programu była pacynka Jedyneczka. W każdym programie oglądające dzieci mogły nauczyć się piosenek, wierszyków, oraz tworzenia prac plastycznych. Program pełnił rolę rozwijania twórczości młodych Polaków. Producentem programu był Paweł Karpiński, producent takich seriali jak: W labiryncie czy Klan oraz Kamienna tajemnica.

## Powtórki
Powtórki odcinków emitował kanał TVP ABC między 1 września 2014 roku a 3 marca 2017 roku.

## Twórcy
- Reżyseria: Jacek Sołtysiak
- Scenariusz: Anna Bernat
- Aktorzy: Katarzyna Taracińska, Cynthia Kaszyńska, Justyna Sieńczyłło, Bartosz Adamczyk, Karol Sendorek, Beata Wyrąbkiewicz, Arkadiusz Jakubik, Piotr Zelt, Tomasz Gęsikowski.